# اوگو ویانوئوا
اوگو ویانوئوا (اسپانیایی: Hugo Villanueva‎) (۹ آوریل ۱۹۳۹ – ۲۳ ژوئن ۲۰۲۴) بازیکن فوتبال اهل شیلی بود.
از باشگاه‌هایی که در آنها بازی کرده بود می‌توان به باشگاه فوتبال یونیورسیداد شیلی اشاره کرد.
وی همچنین در تیم ملی فوتبال شیلی بازی کرده‌است.